# Șuncuiuș
Șuncuiuș è un comune della Romania di 3 370 abitanti, ubicato nel distretto di Bihor, nella regione storica della Transilvania.
Il comune è formato dall'unione di 4 villaggi: Bălnaca, Bălnaca Groși, Șuncuiuș, Zece Hotare.